# Харьков (река)
Ха́рьков (укр. Ха́рків) — река в Харьковской области Украины и Белгородской области России, левый и самый большой приток реки Лопань.

## Описание
Длина реки составляет 71 км, площадь водосборного бассейна — 1160 км².
Исток реки расположен в Кривеньковом Яру между сёлами Болдыревка (ниже его), Салтыково (выше) и посёлком Октябрьский (восточнее) Белгородской области. На реке Харьков расположены посёлки Липцы и Циркуны, а на месте слияния с рекой Лопань расположен город Харьков. Расход воды у устья составляет 2,62 м³/с. Река впадает в р. Лопань в 10 км от её устья. Наклон реки 0,80 м/км. Высота устья — выше 98 м над уровнем моря. Ширина русла от 2 метров в верхнем течении до 20 метров в нижнем течении. Глубина реки в межень 0,3—0,4 метра, в период весеннего половодья река поднимается на 2—4 метра. Летом река мелеет и местами пересыхает. Берега реки низкие, в черте г. Харькова обвалованы, и русло искусственно углублено. Питание реки в основном снеговое. Зимой, в конце ноября — начале декабря река замерзает. Вскрывается в начале марта.

## Течение
Объекты на реке Харьков (от истока к устью)
| Страна       | Область              | Расст. от устья, км | Расст. от истока, км | Название                 | Тип          | Примечание                        |
| ------------ | -------------------- | ------------------- | -------------------- | ------------------------ | ------------ | --------------------------------- |
| Флаг России  | Белгородская         | 71                  | 0                    | Кривеньков яр            | исток        |                                   |
| Флаг Украины | Харьковская          | 47                  | 24                   | Травянское водохранилище |              |                                   |
| Флаг Украины | Харьковская          | 41                  | 30                   | Липец                    | левый приток | длина 26 км, бассейн 219 км²      |
| Флаг Украины | Харьковская          | 41                  | 30                   | Липцы                    | село         |                                   |
| Флаг Украины | Харьковская          | 32                  | 39                   | Муром                    | левый приток | длина 35 км, бассейн 211 км²      |
| Флаг Украины | Харьковская          | 24                  | 47                   | Вялый                    | левый приток | длина 11 км, бассейн 59 км²       |
| Флаг Украины | Харьковская          | 23                  | 48                   | Циркуны                  | село         |                                   |
| Флаг Украины | Харьковская          | 1                   | 70                   | г. Харьков               | город        | ← среднегод. расход 2,62 м³/с     |
| Флаг Украины | город Харьков        | 4                   | 67                   | Немышля                  | левый приток | длина 24 км, бассейн более 67 км² |
| Флаг Украины | город Харьков, центр | 0                   | 71                   | Нетеченская набережная   | устье        | в 10 км от устья р. Лопань        |

## Происхождение названия
Основные статьи: Происхождение названия Харьков, История Харькова#Гидронимическая (официальная) версия
Существуют более десяти версий происхождения названия гидронима «Харьков».
Согласно большинству версий, название двухсоставное (Хар(ьк)+(к)ов) и имеет индоевропейское происхождение и, возможно, означает «светлый», «блестящий», «серебряный». По мнению историка И. Рассохи, название реки относится к древнейшему индоевропейскому пласту гидронимии и происходит от корня *ħerḱʼ — «серебро», то есть «река Серебряная, Серебрянка».
Также имеются версии о гуннском (от Харьха — лебедь), хазарском (Qare-kov — хазарский), половецком (от Харук-хана), тюркском и славянском происхождении названия.
Имеются также версии, согласно которой название гидрониму дал ойконим — первоначальный город (гуннский Харьха, либо хазарский Харе-ков, или половецкий Шарукань); а затем гидроним, в свою очередь, в 1630—1654 годах дал название современному Харькову.

## В топонимике
Гидроним Харьков дал названия ойкониму и топонимам:
- Современному городу Харькову (согласно официальной версии). В «Топографическом описании Харьковскаго наместничества с историческим предуведомлением…» 1788 года издания сказано, что город получил своё название по реке: «Губернской город Харьков, привилегированный, называется по речке Харькову, при которой он расположен».[11] Данная версия поддерживается большинством историков и краеведов в отношении названия современного города.
- Харьковской пойме (между Среднерусской возвышенностью, тянущейся от Белгорода (до Очеретянки — Нагорным районом Харькова) и захарьковскими местностями (Салтовка, Рашкина Дача, Захарьков).
- Харьковской набережной (расположена между Чигиринским и Харьковским мостами по обоим берегам реки).
- Харьковскому мосту на проспекте Героев Харькова.

## Географические и исторические факты
- В Харькове сливаются три достаточно крупных реки — Харьков, Лопань, Уды, — и при этом более полноводная река всегда впадает в меньшую. Харьков, собирающая воду с 1160 км², впадает в Лопань, которая к месту слияния имеет водосбор 840 км². Вскоре обе реки с общей площадью сбора воды 2000 км² впадают в Уды, которая к месту впадения Лопани собирает воду всего с 1100 км²[12].
- Первое упоминание реки в письменных источниках, согласно историку И. Е. Саратову, в первой редакции Большого Чертежа около 1556 года[7].
- Согласно «Топографическому описанию Харьковского наместничества» 1785 года, Харьков — вторая по длине из 33 речек Харьковского округа (течёт 55 вёрст по его территории)[13].
- Название реки — Харьков — впервые зафиксировано между 1553 и 1627 годами на царской карте «Большой Чертёж».

В «Топографическом описании Харьковскаго наместничества с историческим предуведомлением…» 1788 года издания сказано, что город получил своё название по реке: «Губернской город Харьков, привилегированный, называется по речке Харькову, при которой он расположен». Река же могла получить, по некоторым сведениям, название от древнерусского городища XII века над рекой на Университетской горке, на остатках которого переселенцы из разных земель основали свой Харьковский острог в 1654 году.
- Не всегда однозначно считалось, что на Лопанской стрелке Харьков впадает в Лопань, а не наоборот.

Например, на карте XVIII века 1787 года из «Атласа Харьковского наместничества» Харьков — приток Лопани, а на другом варианте той же карты того же года того же месяца мая, только повёрнутом на 90°, уже Лопань — приток Харькова (и, соответственно, Харьков должен впадать в Уды). Интересно, что официальным вариантом карты 1787 года считается именно тот, где Лопань впадает в Харьков (ориентированный на север).
- В 1920 году в реке Харьков поймали последнюю стерлядь (под Харьковским мостом), в 1938-м — последнюю миногу[14].

## примечания
1. ↑  Ресурсы поверхностных вод СССР: Гидрологическая изученность. Т. 7. Донской район / под ред. Д. Д. Мордухай-Болтовского. — Л.: Гидрометеоиздат, 1964. — 267 с.
2. ↑  Книга Большому Чертежу, 1627
3. 1 2  Каталог річок України (укр.) / сост.: Г. І. Швець, Н. І. Дрозд, С. П. Левченко; ред.: В. І. Мокляк. — Київ: Вид-во АН УРСР, 1957. — 192 с. — 3000 экз.
4. ↑  Ресурсы поверхностных вод СССР. Том 6. Украина и Молдавия. Выпуск 3. Бассейн Северского Донца и реки Приазовья / Под ред. М. С. Каганера. — Л.: Гидрометеорологическое издательство, 1967.
5. ↑  Лист карты M-37-73 Харьков. Масштаб: 1 : 100 000. Указать дату выпуска/состояния местности.
6. ↑  Демченко М. А. Гидрография Харьковской области // Материалы Харьковского отдела Географического общества Украины. Выпуск VIII. Харьковская область. Природа и хозяйство. Издательство Харьковского Государственного Университета, Харьков, 1971
7. 1 2 3 4  Саратов И. Е. Харьков, откуда имя твоё? / ред. Н. З. Алябьев. — 3-е, дополненное. — Х.: Издательство ХГАГХ, тип. Фактор Друк, 2003. — С. 68—83. — 248 с. — (350-летию Харькова). — 415 экз.
8. 1 2 3  Мачулин Л. И. Основание Харькова: легенды, гипотезы, факты. — Харьков: Мачулин, 2008. — 96 с. — (Харьковская старина). — 1000 экз. — ISBN 966-8768-17-5.
9. ↑  Багалей Д. И., Миллер Д. П. Том второй (XIX-й и начало XX-го века) // История города Харькова за 250 лет его существования (с 1655-го по 1905-й год). Историческая монография. / Паровая типография и литография М. Зильберберг и С-вья. Донец-Захаржевская ул., соб. д., №6. — 1-е изд. — Х.: Издание Харьковскаго Городского Общественнаго Управления, 1912. — Т. 2. — 980 с. — 11 000 экз. — ISBN 5-7707-4375-1.
10. ↑  Сколько лет Харькову: 357 или 1500? Архивная копия от 11 марта 2012 на Wayback Machine «Сегодня» № 180 (3897) от 17 августа 2011, харьковский выпуск, стр.9
11. 1 2  «Описания Харьковского наместничества конца XVIII века». («Топографическое описание Харьковскаго наместничества с историческим предуведомлением…» 1788 года, раздел «О городах», город 1). К: Наукова думка, 1991, с. 40
12. ↑  Саратов И. Рассказ о Северском Донце. НиТ № 1-2007, с. 6, 57—61
13. ↑  «Описания Харьковского наместничества конца XVIII века». (Первое описание — 1785 года). К: Наукова думка, 1991, с. 95
14. ↑  Адам О. Ю. и др. Неизвестный Харьков. — Х.: Книжная фабрика им. Фрунзе, 2006. — ISBN 966-324-025-3.